# Lumbrineris janeirensis
Lumbrineris janeirensis är en ringmaskart som beskrevs av Augener 1934. Lumbrineris janeirensis ingår i släktet Lumbrineris och familjen Lumbrineridae. Inga underarter finns listade i Catalogue of Life.